# فدراسیون بسکتبال صربستان
فدراسیون بسکتبال صربستان (صربی: Кошаркашки савез Србије, Košarkaški savez Srbije) نهاد اداره کننده ورزش بسکتبال در کشور صربستان است. این فدراسیون که در سال ۱۹۴۸ تأسیس شده مقر آن در شهر بلگراد قرار دارد.